# Bunuri mobile din domeniul numismatică clasate în patrimoniul cultural național al României aflate în județul Neamț (fond)
Acestă listă conține bunurile mobile din domeniul numismatică clasate în Patrimoniul cultural național al României aflate la momentul clasării în județul Neamț.
| Foto | Informații generale | Detalii tehnice                                                                                              | Descriere | Deținător                                                                      | Legături |
| ---- | ------------------- | --- | --- | ------------------------------------------------------------------------------ | -------- |
|      | Leuwendaller        | Datare: 1641 Material: argint                                                                                | Descriere avers: Cavaler purtând coif cu panaș și pelerină, având la picioare un scut, în care se află un leu rampant. Descriere revers: Leu rampant, spre stânga. Legendă revers: CONFIDENS*DNO*NON*MOVETVR*I641 | Colecții particulare, Piatra Neamț                                             | Cimec    |
|      | Rublă               | Datare: 1/2 sec. XIX Școală: Petersburg Descoperit: jud. Neamț, com. CEAHLĂU, Palatul Cnezilor Material: aur | Descriere avers: Acvila bicefală triplu încoronată cu sceptru și glob crucifer în ghiare. Pe piept prezintă un scut cu stema Moscovei iar pe aripi șase scuturi ale statelor componente C. P. E.                  | Complexul Muzeal Județean Neamț. Muzeul de Istorie și Arheologie, Piatra Neamț | Cimec    |